# Låginkomsttagare
Låginkomsttagare är beskrivningen av en person som har en låg inkomst. SCB definierar en låginkomsttagare som en person som har en inkomst som är 50 % lägre än den normala medianinkomsten det vill säga en person som har en inkomst (i Sverige) mindre än 9 800 kronor i månaden enligt 2010 års statistik från SCB. 2005 var det 4,7 % av alla individer i Sverige som klassades som låginkomsttagare med den definitionen.
Den senaste uppgiften i det här avsnittet är från år 2010. Den kan behöva följas upp med nya uppgifter.